# 宿禰
宿禰，日本飛鳥時代天武天皇八色姓賜姓中第三等，主要賜给如大伴氏和佐伯氏等神别氏族。
宿禰一字，在大和朝廷初期是貴人的敬稱，如野見宿禰、武內宿禰。